# Anoa de plana
L'anoa de plana (Bubalus depressicornis) és una espècie de bòvid endèmic de Sulawesi (Indonèsia). Té un aspecte similar al dels cérvols i pesa entre 150 i 300 kg. Viu a les profunditats de la selva pluvial.